# Orgilus pumilus
Orgilus pumilus är en stekelart som beskrevs av Muesebeck 1970. Orgilus pumilus ingår i släktet Orgilus och familjen bracksteklar. Inga underarter finns listade i Catalogue of Life.